# ريتشارد باول (ممثل)
ريتشارد باول (بالإنجليزية: Richard Paul)‏ هو ممثل أمريكي، ولد في 6 يونيو 1940 بلوس أنجلوس في الولايات المتحدة، وتوفي في 25 ديسمبر 1998 في الولايات المتحدة بسبب سرطان.

## أعمال

### أفلام
- (1996) الشعب ضد لاري فلينت[4]

## وصلات خارجية
- ريتشارد باول (ممثل) على موقع IMDb (الإنجليزية)
- ريتشارد باول (ممثل) على موقع ألو سيني (الفرنسية)
- ريتشارد باول (ممثل) على موقع أول موفي (الإنجليزية)
- ريتشارد باول (ممثل) على موقع قاعدة بيانات الأفلام السويدية (السويدية)
- ريتشارد باول (ممثل) على موقع إن إن دي بي (الإنجليزية)
- ريتشارد باول (ممثل) على موقع قاعدة بيانات الفيلم (الإنجليزية)
- ريتشارد باول (ممثل) على موقع كينوبويسك (الروسية)